# Super Mario Bros. Wonder
Super Mario Bros. Wonder (スーパーマリオブラザーズ ワンダー, Sūpā Mario Burazāzu Wandā) és un videojoc de plataformes desenvolupat i publicat per Nintendo per a la Nintendo Switch. És el primer videojoc de desplaçament lateral de la saga Super Mario estrenat des de New Super Mario Bros. U (2012) i va ser llançat mundialment el 20 d'octubre de 2023. El videojoc va rebre majoritàriament crítiques positives, i és el joc de la franquícia que més ràpidament s'ha venut més, venent-ne 4,3 milions de còpies durant les seves dues primeres setmanes, i ha rebut diversos premis i nominacions.

## Jugabilitat
Super Mario Bros. Wonder és un videojoc de plataformes de desplaçament lateral. Controlant un dels vuit personatges jugables (Mario, Luigi, Princesa Peach, Princesa Daisy, Toad, Toadette, Nabbit -Caco Gazapo en castellà- i Yoshis de colors), el jugador completa nivells del Regne Flor amb ajuda dels seus habitants en forma de flors parlants. Com en anteriors jocs Super Mario, els jugadors guien el seu personatge al final del nivell mentre eviten enemics, com Goombas i Plantes Piranya, i movent-se mitjançant canonades. Cada nivell inclou múltiples "llavors meravella" col·leccionables.
S'introdueixen nous potenciadors, com una fruita que transforma el jugador en un elefant, una flor que permet que el jugador creï bombolles que capturin enemics, un xampinyó que dona un barret trepant al jugador, i la Flor Meravella, que fa que les canonades cobrin vida, un munt d'enemics apareguin de sobte, i les aparences del nivell i dels personatges canviïn, junt amb les seves habilitats.
Una nova funcionalitat permet als jugadors dur insígnies, que es desbloquegen a mesura que s'avança en el joc i atorguen diferents capacitats. Es divideixen en tres tipus diferents: les insígnies d'acció, que poden permetre, per exemple, planejar per l'aire, saltar per les parets o propulsar-se sota l'aigua; les insígnies d'objecte, que donen un xampinyó addicional o detecta la presència d'enemics; i les insígnies "pro", destinades a jugadors avançats per demostrar el seu nivell.
El joc permet multijugador local de fins a quatre jugadors o bé en línia fins a 12 jugadors, ja que es poden crear sales on els fantasmes de cadascú es poden veure o bé competir en curses amistoses. Connectant-se en línia, apareixeran fantasmes representant altres jugadors d'arreu del món que es trobin jugant en aquell precís moment en aquell nivell o zona, i se'ls pot ajudar donant-los transformadors o revivint-los, cosa que dona "punts cor".

## Actualitzacions
Versió 1.0.1 (disponibilitzada el 20 de novembre de 2023)
Seleccionar les opcions de reiniciar o sortir de nivell retorna el comptador de punts de cor al valor que es tenia abans d'entrar al nivell. També fa alguns canvis en els noms dels crèdits i soluciona alguns errors de programació, com el que permetia saltar-se mons per avançar en l'argument sense necessitat de passar-se'ls.
Versió 1.0.2 (disponibilitzada el 3 de juny de 2025)
Es fan alguns ajustaments per millorar-ne l'experiència de joc a la Nintendo Switch 2.

## Argument
En Mario, en Luigi, les princeses Peach i Daisy, i uns quants Toads han estat convidats a visitar un regne proper anomenat el Regne Flor, habitat per criatures anomenades "Poplins" i governades pel príncep Florian. Un cop en Florian ensenya la Flor Meravella del castell, en Bowser apareix i roba la flor, cosa que fa que es fusioni amb el castell d'en Florian. També transforma les cases dels Poplins en cel·les per empresonar-los. En Mario i companyia decideixen ajudar el príncep aturant en Bowser i salvant el regne i així comencen la seva aventura, i uns quants Yoshis i en Nabbit també s'hi apunten.

## Desenvolupament
Super Mario Bros. Wonder ha estat desenvolupat per Nintendo EPD, amb ajut addicional de Nintendo Pictures i SRD Co., Ltd. El veterà productor i desenvolupador de la saga Super Mario Takashi Tezuka torna com a productor per a Wonder. Shiro Mouri, que prèviament va dirigir New Super Mario Bros. U Deluxe, torna com a director. Wonder va començar-se a desenvolupar el 2019 després de l'estrena de Deluxe, i l'equip no va tenir cap termini per produir un prototip, cosa que els va proporcionar més temps per desenvolupar idees de jugabilitat.
Durant el plantejament inicial de Wonder, Mouri volia recrear la sensació de "secrets i misteri" que estava present en el Super Mario Bros. original per a una audiència moderna. Es van enfocar en actualitzar la idea tradicional de transportar en Mario a diferents àreas del nivell utilitzant canonades, plantes enfiladisses i altres mètodes. Tezuka va suggerir canviar la ubicació actual física, fent que nasqués la Flor Meravella, que dramàticament altera el nivell en el que es troba. Per tal que tots els nivells del joc implementin aquest ítem de manera única, es van pensar fins a 2000 idees d'efectes meravella per part de l'equip de desenvolupament. Les més viables es van prototipar i implementar en el joc final.
Wonder va ser anunciat en una presentació Nintendo Direct el 21 de juny de 2023, i va ser llançat el 20 d'octubre de 2023 per a la Nintendo Switch. És el primer joc 2D tradicional de desplaçament lateral de la saga Super Mario des de New Super Mario Bros. U, de 2012. També és el joc on Kevin Afghani es presenta com a la nova veu d'en Mario i d'en Luigi, després que Charles Martinet anunciés la seva retirada d'aquesta tasca l'agost de 2023. Casualment, Sonic Superstars, un plataformes 2D similar desenvolupat per Sega, va sortir tres dies abans que Wonder; a l'igual que amb Super Mario, és la primera entrega 2D de la franquícia Sonic després d'anys.
El 31 d'agost de 2023, es va dedicar un Nintendo Direct especial de 15 minuts sobre el joc.

## Recepció
Super Mario Bros. Wonder ha rebut "aclamació universal" per part dels crítics, segons l'agregador Metacritic, basant-se en 83 anàlisis, el 94% de les quals són positives. És la valoració més alta per a un Super Mario 2D des de New Super Mario Bros., l'any 2006. Els crítics aclamen, sobretot, l'originalitat, el nombre de secrets que inclou i les millores en l'aparença visual. A OpenCritic, el 98% de les anàlisis recomanen el joc, basant-se en 59 publicacions.
Super Mario Bros. Wonder va estar nominat a cinc categories dels The Game Awards 2023: "joc de l'any", "millor direcció d'un joc", "millor direcció artística", "millor joc familiar" i "millor multijugador", i va guanyar en la de "millor joc familiar". Als D.I.C.E. Awards de 2024, va ser nominat en les categories d'excel·lència en la direcció d'un joc, en el disseny d'un joc, i en animació, i va guanyar en la de joc familiar de l'any. Va ser nominat en els British Academy Games Awards de la BAFTA a millor joc i a millor animació, i va guanyar en les categories de joc familiar i joc multijugador; també se li va reconèixer l'assoliment artístic i el disseny. Va estar nominat en els premis Kids' Choice de 2024 a joc preferit, i va guanyar un premi a l'excel·lència en uns premis sobre videojocs organitzats pel Ministeri d'Economia, Comerç i Indústria del Japó.
El joc va vendre 4,3 milions de còpies a tot el món durant les seves dues primeres setmanes de llançament, esdevenint el joc de Super Mario que més ràpid ha venut, en paraules de Nintendo. A data de 31 de març de 2024, n'havia venut 13,44 milions.
Com a mètode de promoció, es van distribuir productes físics especials per a aquelles persones que reservessin el joc amb antelació. Per exemple, a la botiga oficial europea de Nintendo, la My Nintendo Store, es van oferir pins temàtics d'alguns potenciadors i una pilota d'estrès basada en el poder d'elefant, tot i que aquesta última va ser cancel·lada al·legant problemes de producció.
Segons dades del Ministeri de Cultura i Esport d'Espanya, el 25,1% del total dels diners utilitzats per tots els beneficiaris del Bo Cultural Jove durant el 2023 van gastar-se en els grans magatzems de l'Fnac, empresa que ha destacat especialment Super Mario Bros. Wonder i EA Sports FC 25 com als dos videojocs que més bé s'hi han venut.